# Grigory Shajn
Pour les articles homonymes, voir Shayn.
Grigory Abramovitch Shajn (en russe : Григорий Абрамович Шайн), né le 19 avril 1892 à Odessa et mort le 4 août 1956 à Moscou, est un astronome soviétique/russe. En translittération anglaise moderne, son nom de famille devrait être orthographié Shayn, mais ses découvertes astronomiques sont créditées sous le nom G. Shajn. En outre, son nom est parfois orthographié Schajn (du yiddish Schein).
La transcription française de son nom est : Grigori Abramovitch Chaïne.

## Biographie
Il était le mari de Pelagueïa Shajn (Пелагея Фёдоровна Шайн) née Sannikova (Санникова), qui était également une astronome russe.
Il travailla sur la spectroscopie stellaire et la physique des nébuleuses gazeuses. Avec Otto Struve, il étudia la rotation rapide des étoiles de type spectral jeune et mesura les vitesses radiales des étoiles.  Il découvrit de nouvelles nébuleuses gazeuses et l'abondance anormale du 13C dans les atmosphères stellaires.
Il devint membre de l'académie des sciences soviétique en 1939 et fut également membre de plusieurs sociétés étrangères telles que la Royal Astronomical Society. De 1945 à 1952, il fut directeur de l'observatoire d'astrophysique de Crimée.
Il découvrit trois astéroïdes et codécouvrit également la comète non périodique C/1925 F1 (Shajn-Comas Solá) (it), également appelée comète 1925 VI ou comète 1925a. Cependant, la comète périodique 61P/Shajn-Schaldach fut codécouverte par sa femme et non par lui.
Il est mort d’une maladie brève mais grave, le 4 août 1956 à Moscou et son corps a été inhumé dans le village de Golouboï Zaliv en Crimée.
Le cratère Shayn sur la Lune porte son nom.
| (1057) Wanda   | 16 août 1925 |
| (1058) Grubba  | 22 juin 1925 |
| (1709) Ukraina | 16 août 1925 |

### Notices nécrologiques
- (en) MNRAS 117 (1957) 248
- (en) Obs 76 (1956) 205 (une phrase)
- (en) PASP 68 (1956) 561 (un paragraphe)